# Cantonul Istres-Sud
Cantonul Istres-Sud este un canton din arondismentul Istres, departamentul Bouches-du-Rhône, regiunea Provence-Alpes-Côte d'Azur, Franța.

## Comune
- Fos-sur-Mer
- Istres (parțial, reședință)
- Saint-Mitre-les-Remparts